# Tullahoma
Tullahoma és una població dels Estats Units a l'estat de Tennessee. Segons el cens del 2000 tenia 17.994 habitants.

## Demografia
Segons el cens del 2000, Tullahoma tenia 17.994 habitants, 7.336 habitatges, i 5.039 famílies. La densitat de població era de 312,5 habitants/km².
Dels 7.336 habitatges en un 32,3% hi vivien nens de menys de 18 anys, en un 51,9% hi vivien parelles casades, en un 13,3% dones solteres, i en un 31,3% no eren unitats familiars. En el 27,3% dels habitatges hi vivien persones soles l'11,8% de les quals corresponia a persones de 65 anys o més que vivien soles. El nombre mitjà de persones vivint en cada habitatge era de 2,42 i el nombre mitjà de persones que vivien en cada família era de 2,94.
Per edats la població es repartia de la següent manera: un 25,4% tenia menys de 18 anys, un 8,6% entre 18 i 24, un 26,9% entre 25 i 44, un 23% de 45 a 60 i un 16,1% 65 anys o més.
L'edat mediana era de 38 anys. Per cada 100 dones de 18 o més anys hi havia 85,6 homes.
La renda mediana per habitatge era de 34.119 $ i la renda mediana per família de 39.797 $. Els homes tenien una renda mediana de 33.662 $ mentre que les dones 20.962 $. La renda per capita de la població era de 20.002 $. Entorn del 14,2% de les famílies i el 17,2% de la població estaven per davall del llindar de pobresa.

## Poblacions més properes
El següent diagrama mostra les poblacions més properes.